# Susceptantie
De susceptantie is een natuurkundige grootheid uit de elektrotechniek. De susceptantie, met als symbool B en eenheid siemens (S), wordt gedefinieerd als het imaginaire deel van de admittantie Y:
{\displaystyle B=\Im (Y)}
Het verband tussen de susceptantie en reactantie X is:
{\displaystyle B={\frac {-X}{R^{2}+X^{2}}}}
Schakelt men een reeks van n susceptanties parallel dan geldt:
{\displaystyle B_{\mathrm {v} }=\sum _{k=1}^{n}B_{k}}
Schakelt men een reeks van n susceptanties in serie dan geldt:
{\displaystyle B_{\mathrm {v} }^{-1}=\sum _{k=1}^{n}B_{k}^{-1}}
Waarbij Bv de vervangingssusceptantie voorstelt.
- Voor de susceptantie van een ideale spoel geldt: {\displaystyle B={\frac {-1}{\omega L}}}
- Voor de susceptantie van een ideale condensator geldt: {\displaystyle B=\omega C}
- Voor de susceptantie van een ideale weerstand geldt: {\displaystyle B=0}

De relatie tussen susceptantie B, spanning U en stroom I is:
{\displaystyle B=\Im \left({\frac {I}{U}}\right)}